# Chuneola spinifera
Chuneola spinifera is een vlokreeftensoort uit de familie van de Chuneolidae. De wetenschappelijke naam van de soort is voor het eerst geldig gepubliceerd in 1960 door M. Vinogradov.